# Diapoadougou
Diapoadougou – parfois orthographié Diapoadigou ou Diapouadougou,ou encore Djoapoadougou – est une localité située dans le département de Bilanga de la province de la Gnagna dans la région Est au Burkina Faso.

## Géographie
La commune de Diapoadougou, Djoapoadougou( qui signifie la barre monteigneuse) est très excentrée dans le département, se situant à 18 km au nord-ouest de Gayéri et à presque 60 km de Bilanga.

## Économie
Modèle:Ils vivent de l'agriculture, l'élevage et l'orpaillage leur S source de revenus principales...

## Santé et éducation
Modèle:Un Centre de santé de promotion sociale (CSPS)construite en 2002et une école primaire, construction en 2003...
Diapoadougou accueille un centre de santé et de promotion sociale (CSPS).
Le village possède une école primaire publique.